# NGC 2619
NGC 2619 (другие обозначения — UGC 4503, MCG 5-21-2, ZWG 150.8, IRAS08345+2852, PGC 24235) — спиральная галактика в созвездии Рака. Открыта Уильямом Гершелем в 1785 году.
NGC 2619 обладает активным ядром. В галактике наблюдаются линии поглощения нейтрального водорода, по этим линиям прослеживается вращение галактики.
Этот объект входит в число перечисленных в оригинальной редакции «Нового общего каталога».